# Řečice (Žďár nad Sázavou)
Řečice (in tedesco Retschitz) è un comune ceco situato nel distretto di Žďár nad Sázavou, nella regione di Vysočina.